# Ådalselven
Ådalselven er en del af Begnaelven i Begnaelvsystemet. Ådalselven dannes ved udløbet af søen Sperillen i Ådal, som ligger i Ringerike i Viken fylke i Norge, og ender hvor floden møder Randselven og danner Storelven (som er strækningen fra Hønefoss til Tyrifjorden), nedenfor Hønefossen i Hønefoss.
Ådalselven er kendt for sit gode ørredfiskeri og er specielt populær blandt fluefiskere. I elven fanges også aborre og sik, og i de senere år har der også været gedder i visse dele af strækningen. Det er imidlertid ikke lige populært blandt lystfiskerne. Floden indeholder desuden elritse (lokalt kaldt kime), og flodmusling (Margaritafera margaritafera); sidstnævnte er totalfredet.